# Eddie the Eagle - Il coraggio della follia
Eddie the Eagle - Il coraggio della follia (Eddie the Eagle) è un film del 2016 diretto da Dexter Fletcher.
Il film è ispirato alla vera storia di Eddie "The Eagle" Edwards, lo sciatore britannico che nel 1988 divenne il primo atleta a rappresentare il Regno Unito alle Olimpiadi invernali nella disciplina del salto con gli sci.

## Trama
Nel 1973, all'età di 10 anni, il giovane Eddie Edwards sogna di diventare un atleta olimpico, praticando vari sport olimpici e fallendo miseramente. La madre lo sostiene incondizionatamente, mentre suo padre lo scoraggia costantemente. Durante l'adolescenza cambia il suo sogno di partecipare alle Olimpiadi estive, e decide di dedicarsi allo sci alpino per approdare ai Giochi olimpici invernali. Nonostante il successo in questo sport, i funzionari olimpici britannici lo rifiutano per il suo stile rozzo; a questo punto Eddie si rende conto che l'unica possibilità per andare alle olimpiadi invernali è quella di diventare un saltatore con gli sci, disciplina in cui il Regno Unito non partecipava da 60 anni. Si trasferisce quindi nel centro di formazione per saltatori a Garmisch-Partenkirchen, in Germania, dove viene deriso dagli atleti più esperti, in particolare quelli della squadra norvegese.
Senza un soldo in tasca, viene aiutato da Petra, la donna che gestisce il bar del centro sportivo. Eddie non si scoraggia e si allena da solo con la sua attrezzatura da sci alpino: dopo aver completato con successo il suo primo salto dal trampolino da 15 metri al suo primo tentativo, decide di provare subito il salto dal trampolino da 40 metri, ma senza successo e ferendosi. Un battipista alcolizzato, Bronson Peary, consiglia ad Eddie di rinunciare, ma lo spirito tenace di Eddie ed il sentimento condiviso di ostracismo da parte degli altri atleti, convincono Peary ad allenare il ragazzo. Peary in realtà è un ex promessa statunitense di salto con gli sci, che ancora ventenne abbandonò la carriera agonistica dopo un conflitto con il suo allenatore Warren Sharp, già celebre campione americano. Poiché manca poco tempo per potersi qualificare per le Olimpiadi invernali del 1988, che si terranno a Calgary, in Canada, Eddie e Bronson lavorano sodo per migliorare lo stile, usando anche metodi poco ortodossi, al fine di riuscire a saltare dal trampolino da 40 metri ed atterrare restando in piedi.
Eddie è fiducioso, dal momento che le regole britanniche di qualificazione alle Olimpiadi sono ormai obsolete a causa della lunga inattività dei saltatori inglesi: per potersi qualificare, infatti, basta essere in grado di completare con successo un solo salto in una qualsiasi competizione in un trampolino da 70 metri. Poco tempo dopo, si iscrive ad una gara amatoriale e riesce a completare con successo un salto di soli 34 metri, peraltro conquistando il nuovo primato britannico ed il diritto a far parte della squadra olimpica invernale britannica. Tuttavia, nel frattempo, i funzionari olimpici, nel tentativo di escludere Eddie dalla competizione olimpica al fine di non screditare il Regno Unito per colpa di una prestazione amatoriale, decidono improvvisamente di cambiare le regole: ora pretendono che Eddie debba saltare almeno 61 metri (200 piedi) in una competizione sportiva ufficiale riconosciuta dal comitato olimpico nazionale.
Anche se scoraggiato, Eddie non si arrende e decide di continuare la formazione e l'allenamento, iscrivendosi alla Coppa Europa di salto con gli sci. I suoi salti migliorano e la loro lunghezza aumenta ogni volta, ma non così tanto da soddisfare il requisito olimpico dei 61 metri. Durante un salto di prova in occasione dell'ultima gara valida per le qualificazioni olimpiche, riesce ad atterrare esattamente a 61 metri, ma poi in gara cade durante il salto ufficiale e viene squalificato. Eddie è moralmente devastato e decide di tornare a casa a lavorare con suo padre come intonacatore. Quando tutto ormai sembra perduto, riceve inaspettatamente una lettera con i risultati della sua ultima prova, tra cui la registrazione omologata del suo salto di prova da 61 metri, il che costituisce una prova documentale inoppugnabile sull'obbiettivo raggiunto di idoneità a gareggiare alle successive Olimpiadi invernali. Bronson cerca di dissuadere Eddie, poiché tutto il mondo prenderà in giro lui e il suo paese se parteciperà alle Olimpiadi; ma Eddie è risoluto, facendo notare che da sempre gli hanno solamente ripetuto che le Olimpiadi non fanno per lui.
Al suo arrivo a Calgary, viene subito disprezzato dagli altri atleti britannici, che lo fanno ubriacare (facendogli perdere la cerimonia di apertura dei giochi). Nella gara di salto dal trampolino da 70 metri Eddie arriva ultimo, ma il suo salto di 60,5 metri costituisce il suo record personale e il nuovo primato britannico: la sua grande esultanza per essere riuscito a completare la prova lo fa diventare il beniamino del pubblico e dei giornalisti, che lo soprannominano Eddie "The Eagle" (Eddie "L'Aquila"). Al telefono, Bronson critica Eddie per non prendere sul serio lo sport; Eddie allora diventa ancora più determinato e, convocata una conferenza stampa, si scusa pubblicamente per le sue buffonate, garantendo il suo amore per questo sport: non vuole essere ricordato come una meteora e annuncia la novità di voler provare il salto dal trampolino da 90 metri, che finora non aveva mai tentato. Bronson decide di andare in Canada per sostenerlo nella sua impresa.
Dopo una conversazione incoraggiante con il suo idolo Matti "Il finlandese volante" Nykänen sull'ascensore del trampolino, Eddie salta e riesce a malapena ad atterrare. Ancora una volta si classifica all'ultimo posto, ma il suo salto di appena 71,5 metri gli consente di conquistare il nuovo record britannico, l'applauso del pubblico e i complimenti di milioni di spettatori in tutto il mondo. Seppure a malincuore, i funzionari olimpici britannici devono arrendersi: Eddie Edwards è ormai un idolo. Warren Sharp si riconcilia con Bronson e si complimenta con lui per l'ottimo lavoro svolto. Eddie Edwards ritorna a casa ed è accolto all'aeroporto come un eroe nazionale da una folla festante di tifosi, tra cui sua madre, che corre ad abbracciarlo, e il padre, che gli dice di essere molto fiero di lui.

## Produzione

### Sviluppo
Nel marzo del 2015, la 20th Century Fox ha annunciato che avrebbe prodotto il film, interpretato da Taron Egerton e Hugh Jackman per la regia di Dexter Fletcher, su una sceneggiatura di Sean Macaulay e Simon Kelton. Egerton avrebbe interpretato Eddie "The Eagle" Edwards, mentre Jackman l'allenatore, Bronson Peary; tuttavia, il personaggio di Jackman è stato confermato essere totalmente fittizio da Eddie Edwards stesso. È stato anche annunciato che Matthew Vaughn che aveva diretto, scritto e prodotto Kingsman - Secret Service, sarebbe stato uno dei produttori del film. Lo stesso mese, è stato annunciato che Christopher Walken era entrato nel cast, nel ruolo del mentore del personaggio di Jackman.

### Riprese
La lavorazione si è tenuta a Garmisch-Partenkirchen nella Germania del Sud, ai Pinewood Studios e a Londra dal 9 marzo al 3 maggio 2015.

## Colonna sonora
La colonna sonora è di Gary Barlow e comprende brani inediti di Tony Hadley, Marc Almond, Holly Johnson, Paul Young, Kim Wilde, Andy Bell, Midge Ure, Nik Kershaw, ABC, Go West, Howard Jones e Heaven 17.

## Distribuzione
La première del film si è tenuta al Sundance Film Festival 2016 il 26 gennaio 2016. Il film è uscito nel Regno Unito il 28 marzo 2016, distribuito da Lionsgate, mentre negli Stati Uniti è stato proiettato già a partire dal 26 febbraio. In Italia è stato distribuito da 20th Century Fox a partire dal 2 giugno 2016.

## Accoglienza

### Incassi
Eddie the Eagle - Il coraggio della follia ha incassato 15.8 milioni di dollari in Nord America e 30.4 milioni in altri territori, per un incasso complessivo 46.2 milioni, contro un budget di 23 milioni.

### Critica
Sull'aggregatore di recensioni online Rotten Tomatoes, il film detiene una percentuale di 79% di giudizi positivi su 151 recensioni, con una media di 6.5 su 10. Su Metacritic ha un punteggio di 54 su 100, basato su 34 recensioni, indicando "giudizi misti o nella media".